# IC 1095
IC 1095 ist ein interagierendes Galaxienpaar im Sternbild Bärenhüter am Nordsternhimmel. Es ist schätzungsweise 386 Millionen Lichtjahre von der Milchstraße entfernt.
Das Objekt wurde am 26. Mai 1889 von Lewis Swift entdeckt.